# BIS Records
BIS Records – wytwórnia muzyczna założona w 1973 roku przez Roberta von Bahra i mieszcząca się w Åkersberga w Szwecji. BIS skupia się na muzyce poważnej, zarówno współczesnej, jak i dawniejszej, w szczególności zaś na dziełach, które nie są jeszcze dobrze reprezentowane na istniejących nagraniach.
Firma zarejestrowała między innymi kompletne dzieła Sibeliusa. Także inni kompozytorzy z północnej Europy i krajów bałtyckich są dobrze reprezentowani w jej katalogu, w tym: Nikos Skalkotas, Kalevi Aho, Sally Beamish, Jón Leifs, Geirr Tveitt, Lera Auerbach i James MacMillan.
Spośród innych projektów warto wymienić nagrania kantat Bacha w wykonaniu Bach Collegium Japan pod dyrekcją Masaaki Suzukiego oraz kompletu utworów fortepianowych Griega w wykonaniu Evy Knardahl. W Polsce dystrybutorem nagrań realizowanych przez BIS Records jest poznański Music Island.